# シナノ (印刷業)
株式会社シナノは、東京都豊島区に本社を置く日本の書籍・雑誌専門印刷会社。
1986年（昭和61年）に会社設立。前身は1883年（明治16年）に創立した信濃佐久新聞社（岩村田活版所）であり、現在は雑誌・書籍の印刷製本および電子書籍事業を行う。

## 沿革
- 1883年（明治16年）- 信濃佐久新聞社として創業、岩村田活版所を設立。
- 1927年（昭和2年）- 合資会社岩村田活版所に改組。
- 1941年（昭和16年）- 企業統制法により信濃佐久新聞社を廃止。
- 1977年（昭和52年）- 東京都に営業部を開設。
- 1979年（昭和54年）- 電算写植編集機を導入。
- 1985年（昭和60年）- 岩村田活版所からシナノ出版印刷株式会社へ商号変更。
- 1986年（昭和61年）- 東京営業所、株式会社シナノを設立。
- 1988年（昭和63年）- 印刷工場、株式会社インクスを設立。
- 1993年（平成5年）-  MacintoshによるDTP制作部を開設。
- 1995年（平成7年）-  イメージセッターを導入。
- 1999年（平成11年）- 株式会社シナノDTP制作部を独立。サーマルプレートセッター（CTP）を導入。
- 2001年（平成13年）- 株式会社シナノ、埼玉浦和工場を新設。
- 2006年（平成18年）- 株式会社シナノ、埼玉浦和工場製本部を新設。
- 2008年（平成20年）- 株式会社シナノから営業部を3つに分社。
- 2010年（平成22年）- オンデマンド印刷機導入。電子書籍販売サイト「シナノブックドットコム」開設。
- 2012年（平成24年）- 株式会社シナノ、埼玉美女木工場を新設。
- 2022年（令和4年）- 株式会社ブックグラフィカを設立。
- 2023年（令和5年）- 株式会社シナノグラフィックスを設立。

## 事業所
- 埼玉統轄事業部：埼玉県さいたま市南区白幡6丁目12-6（旧称：埼玉浦和工場）
- 美女木物流センター：埼玉県戸田市美女木東2丁目2-1（旧称：埼玉美女木工場）

## シナノグループ
以下のグループ会社で「シナノグループ」を形成する。
- シナノ印刷株式会社 - 書籍・雑誌の印刷
- シナノ書籍印刷株式会社 - 書籍・雑誌の印刷
- 株式会社シナノパブリッシングプレス - 書籍・雑誌の印刷
- 株式会社インクス - 本社：長野県佐久市。書籍・雑誌の印刷
- 株式会社アート・アイズ・クリエイション - 電子書籍の制作販売、DTPによるデザイン、編集、製版
- 株式会社ブックグラフィカ - 書籍・雑誌の組版・デザイン、印刷・製本・配本
- 株式会社シナノグラフィックス